# Rozhledna Babka
Babka je dřevěná rozhledna s ocelovými prvky na návrší Mezi cestami cca 2 km severně od Zruče nad Sázavou v nadmořské výšce cca 450 m. 

## Historie rozhledny
Vhodné místo pro rozhlednu našlo město Zruč nad Sázavou na návrší po větrné kalamitě v roce 2008. Veřejnou soutěž vyhrál návrh Ing. Martina Nováka a Ing. Antonína Olšiny. Stavba probíhala od října 2014, slavnostní otevření proběhlo 16. července 2015. Šestiboká stavba je vysoká 27 metrů se zastřešenou vyhlídkovou plošinou ve výšce 24 metrů. Vystoupáte sem po 130 schodech. Schodiště se vine kolem centrálního ocelového sloupu. Náklady pokryla z 85% dotace z Regionálního operačního programu Střední Čechy, celkové náklady dosáhly 3,8 mil. korun.

## Přístup
Auto je možné zaparkovat u turistického rozcestníku Pardibud-chaty u silnice č. 336  Zruč nad Sázavou – Jiřice a dále po  turistické značce vedoucí pod rozhlednu. Nejbližší železniční stanice je Zruč nad Sázavou, vzdálená asi 3 km. Vstup je volný.

## Výhled
Díky kalamitě poskytuje rozhledna kruhový výhled, o kterém vám poví i cizím jazykem výhledový panoramat. Krom okolí města Zruč nad Sázavou jsou vidět vrcholy Velký Blaník, Malý Blaník, Melechov, Fiolník a další. 